# 릭키 다바오
릭키 다바오(Ricky Davao, 1961년 5월 30일 ~ 2025년 5월 1일)는 필리핀의 배우, 영화 감독이다.

## 영화
- 바르셀로나 사랑을 꾸미다 (2016년)
- 더 재니터 (2014년)
- 철창 속의 춤 (2013년)
- 러브 온 라인 (2009년)
- 소년과 바이올린 (2008년)
- 아델라 (2008년)
- 엔도 (2007년)
- 드럼비트 (2007년)
- 비키니 오픈 (2005년)
- 울어야 사는 여자 (2003년) - 괴도 역
- 3세계 영웅 (1999년)
- 플라워스 오브 더 시티 제일 (1984년)